# Milka Planinc
Milka Planinc (Žitnić kod Drniša, 21. studenog 1924. – Zagreb, 7. listopada 2010.), sekretarka Centralnog komiteta Saveza komunista Hrvatske i sedma predsjednica Saveznog izvršnog vijeća SFR Jugoslavije.

## Životopis

### Podrijetlo i rani život
Milka Planinc se rodila 21. studenog 1924. u Žitniću kod Drniša, u obitelji Nikole Malade i Stane rođ. Kašić. Otac joj je bio deklarirani Radićevac koji je završio u zatvoru, jer je kao hrvatski domoljub javno opsovao kralja Aleksandra I. Karađorđevića. Majka joj je bila Srpkinja pravoslavne vjeroispovijesti, ali se je udajom za Milkinog oca preobratila na katoličanstvo. 1930. godine Milka je s roditeljima preselila u Split, gdje je živjela do 1947. godine. Majka joj je umrla 1934. godine, kada je Milka imala deset godina. Milka je osnovnu školu pohađala u splitskom Lučcu, te srednju školu isto u Splitu. Još u toku školovanja se uključila u revolucionarni omladinski pokret i postala član Saveza komunističke omladine Jugoslavije (SKOJ), a zbog čega je imala problema s vlastima Kraljevine Jugoslavije.

### Drugi svjetski rat
Čim je počeo Drugi svjetski rat, Planinc se angažirala u otporu talijanskom okupatoru. 1941. godine je kao srednjoškolka i SKOJ-evka demonstrirala pred Hrvatskim narodnim kazalištem u Splitu protiv izdavanja svjedodžbi na talijanskom jeziku. Planinc je pristupila narodnooslobodilačkom pokretu u Hrvatskoj, zajedno sa sestrom, nakon kapitulacije Italije 1943. godine i prvog oslobođenja Splita. Njemački Wehrmacht je ubrzo ponovno zauzeo Split, a Planinc je sa svojom jedinicom prebačena na Vis, gdje se priključila 11. dalmatinskoj udarnoj brigadi s kojom je ostala do kraja rata. Komandant Planincinog bataljuna je bio Dominko Antunović. Tijekom rata Planinc se razboljela i neko je vrijeme boravila u bolnici u Bariju. Poslije se vratila u brigadu s kojom je prošla mnoga bojišta, od Metkovića, Širokog Brijega, Mostara, Knina, a zatim Rijeke i Trsta. U 11. dalmatinskoj udranoj brigadi obavljala je funkciju političkog delegata voda, a kasnije političkog komesara čete za vezu. Poslije završetka rata, 1945. godine, demobilizirana je iz Jugoslavenske narodne armije u činu poručnika. U članstvo Komunističke partije Jugoslavije (KPJ) primljena je 1944. godine.
Simo Dubajić je izjavio da je ubojstva, bez suda, zarobljenih vojnika i civila na Kočevskom rogu poslije Drugog svjetskog rata obavila dalmatinska brigada, čija je komesarka bila Milka Planinc, a koja je za ta strijeljanja izabrala oko 90 najpovjerljivijih komunista. Milka Planinc je odbacila optužbe Dubajića nazvavši ih političkim spekulacijama. Osobno se zalagala da se ti zločini istraže, te sudski i znanstveno obrade. Milka Planinc nikada nije bila komesar 11. dalmatinske udarne brigade kako tvrdi Dubajić, već komesar čete za vezu.

### Politička karijera
Nakon rata radila je u sreskom narodnom odboru u Drnišu. U Zagrebu je završila Višu upravnu školu, a od 1947. godine se aktivno počela baviti političkim radom. U Zagrebu je najprije radila u Elektri, a potom u Dalekovodu. Tijekom rada upoznala se i stupila u brak sa slovenskim inženjerom Zvonkom Planincem.
1949. godine staje na čelo Agitpropa za Trešnjevku, nakon čega slijedi njezin uspon u političkom životu SR Hrvatske i SFR Jugoslavije. Kasnije se nalazila na pozicijama:
- politička sekretarka "Općinskog komiteta Saveza komunista Trešnjevke";
- predsjednica "Narodnog odbora Trešnjevke" 1957.;
- načelnica "Sekretarijata za prosvjetu i kulturu Narodnog odbora Zagreba", 1961. – 1963.;
- organizaciona sekretarka "Gradskog komiteta Saveza komunista Zagreba", 1963.;
- republička sekretarka za "Školstvo i obrazovanje u Izvršnom vijeću SR Hrvatske", 1963. – 1965.;
- predsjednica "Odbora za prosvjetu, nauk i kulturu Republičkog vijeća Sabora SR Hrvatske", 1965. – 1967.;
- predsjednica "Republičkog vijeća Sabora SR Hrvatske", 1967. – 1971.;

Nakon sloma hrvatskog proljeća Milka Planinc dolazi na čelnu poziciju Centralnog komiteta Saveza komunista Hrvatske (SKH) odakle, na prijedlog Josipa Vrhovca, daje uhititi Franju Tuđmana, Dražena Budišu, Šimu Đodana, Marka Veselicu, Vladu Gotovca, Hrvoja Šošića i druge aktere hrvatskog proljeća. 1977. godine Vrhovec je protiv nje vodio unutarpartijske intrige, no zaštitio ju je sam Josip Broz Tito. Milka Planinc je potvrdila da sa Savkom Dabčević-Kučar privatno nikada nije bila prijateljica, nisu bile bliske iako su se ponekada družile u Savkinoj kući, pričajući o djeci i modi. Milka se razišla sa Savkom na nekim pitanjima, no nisu se svađale niti mrzile. Među njima je postojala ozbiljna razlika, ali ne dovoljna za mržnju.
Planinc je bila predsjednica Saveznog izvršnog vijeća (SIV) od 16. svibnja 1982. do 15. svibnja 1986. U to vrijeme je prozvana i bila znana kao jugoslavenska željezna lady. Za premijerskog mandata Milke Planinc je donesen Dugoročni program ekonomske stabilizacije. Savezne vlasti su u njenom mandatu potpuno zabranile ili strogo ograničile uvoz najvećeg broja proizvoda široke potrošnje, a što je za rezultat imalo teške nestašice kave, ulja, šećera, deterdženata i brojnih drugih proizvoda. Ponestalo je automobilskih goriva, pa je SIV uveo prodaju na bonove koji su svakom vlasniku osobnog automobila omogućili da mjesečno kupi najviše 40 litara benzinskog ili dizel goriva. Kada ni to nije pomoglo, Planinc uvela je do tada neviđeni sistem vožnje "par-nepar" kada su određenim danima smjela prometovati samo vozila kojima je zadnji broj na registracijskoj tablici bio parni, a u drugima neparni. Za njezinog mandata je ograničena sloboda putovanja u inozemstvo i to tako što su za svaki prijelaz državne granice građani Jugoslavije morali uplaćivati novčani depozit koji je progresivno rastao pri svakom sljedećem prelazu granice u istoj kalendarskoj godini. Iako rigorozne, ove mjere spriječile su financijski kolaps Jugoslavije i stabilizirali devizne rezerve zemlje. Planinc je ostvarila pretpostavke koje će kasnije baštiniti Ante Marković. Jedina je žena u povijesti koja je bila premijerka jedne socijalističke zemlje.

### U mirovini i smrt
Nakon što je 1986. godine SIV prepustila Branku Mikuliću, pretposljednjem predsjedniku SIV-a, Planinc se povukla u mirovinu, te je zbog zdravstvenih problema devedesetih morala koristiti invalidska kolica. Milka Planinc je preminula u Zagrebu, 7. listopada 2010. Pokopana je na Mirogoju.